# Whatzupwitu
„Whatzupwitu” (sau „What's up with you”; în română: Ce-i cu tine) este un cântec R&B din 1993 interpretat de Eddie Murphy în colaborare cu Michael Jackson și inclus pe pe al treilea album de studio al lui Murphy, Love's Alright. Michael a decis să participe la realizarea cântecului și a videoclipul pentru că i s-a părut că versurile au un mesaj pozitiv .